# شهرستان ایجرود
شهرستان ایجرود یکی از شهرستان‌های استان زنجان به مرکزیت شهر زرین‌آباد است. شهرستان قیدار، خدابنده همان قلتوق است. این شهرستان با شهرستان‌های زنجان، خدابنده یاهمان قلتوق، قیدار ماهنشان و همچنین شهرستان بیجار در استان کردستان همجوار است. شهرستان ایجرود دو بخش مرکزی و حلب دارد. جمعیت این شهرستان بر طبق سرشماری سال ۱۳۹۵، ۳۶٬۶۴۱ نفر بود. اهالی شهرستان ایجرود غالباً به زبان ترکی آذربایجانی صحبت می‌کنند.و تعدادی از اهالی روستاهای سفید کمر و خوئین در بخش حلب به زبان تاتی هم سخن می‌گویند. شهرستان ایجرود بر مسیر جاده زنجان-بیجار، محور مواصلاتی دو استان زنجان و کردستان، قرار گرفته است که ۵۵ کیلومتر از این جاده از حوزه استحفاظی این شهرستان می‌گذرد.فاصله مرکز شهرستان با زنجان، ۳۴ کیلومتر است و نزدیک‌ترین شهرستان نسبت به مرکز استان است.

## نگارخانه

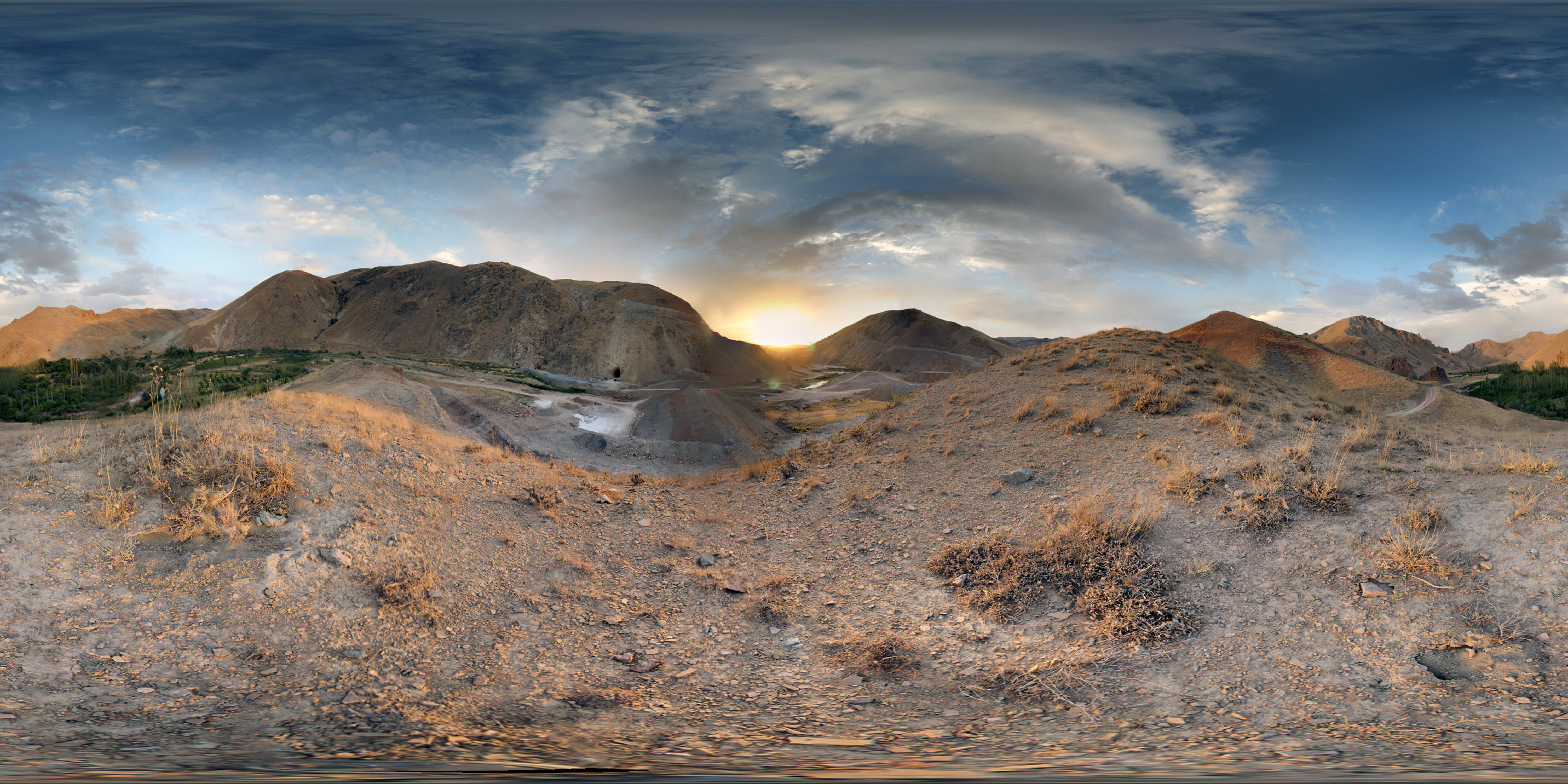
جاده۳۵(زنجان-بیجار) در شهرستان ایجرود

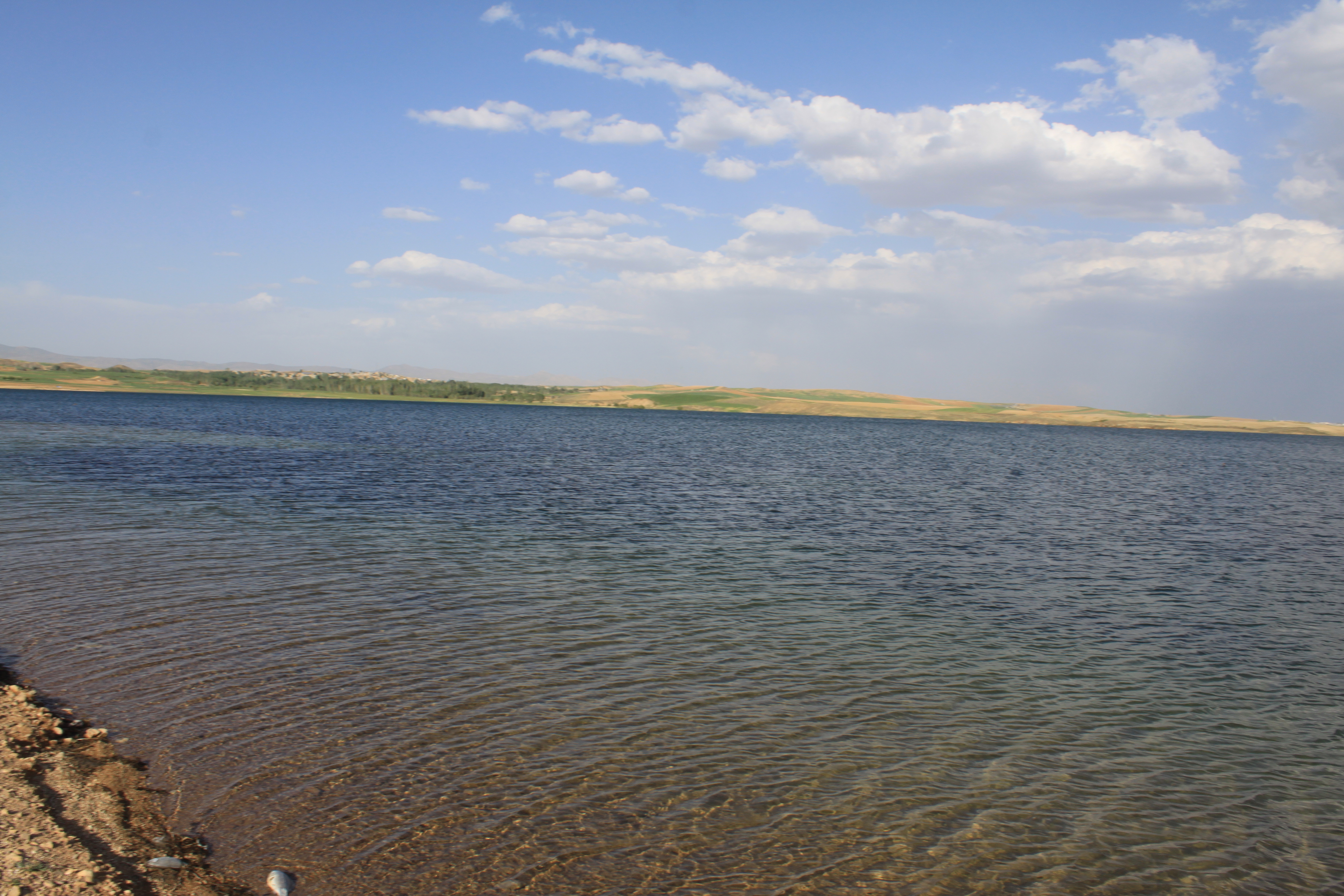
نمایی از دریاچه سد گلابر

## شهرها و بخش‌ها
- بخش حلب
  - دهستان ایجرود پائین

شهر: حلب
- بخش مرکزی
  - دهستان ایجرود بالا
  - دهستان گلابر
  - دهستان سعید آباد

شهر: زرین‌آباد